# PPS (mitra)
Le PPS (in russo ППС - Пистолет-пулемёт Судаева?, PPS - Pistolet-pulemët Sudaeva, “pistola mitragliatrice Sudaev") sono una famiglia di pistole mitragliatrici sovietiche calibro 7,62 × 25 mm Tokarev prodotte durante la Seconda guerra mondiale e progettate da Alexei Sudaëv come economiche armi da difesa, per i carristi o reparti di pattuglia.
I vari PPS furono usati intensivamente dall'Armata Rossa durante la Seconda guerra mondiale e furono in seguito adottati da svariati paesi del Patto di Varsavia, oltre che da alcuni paesi dell'Africa e dell'Asia.

## Storia

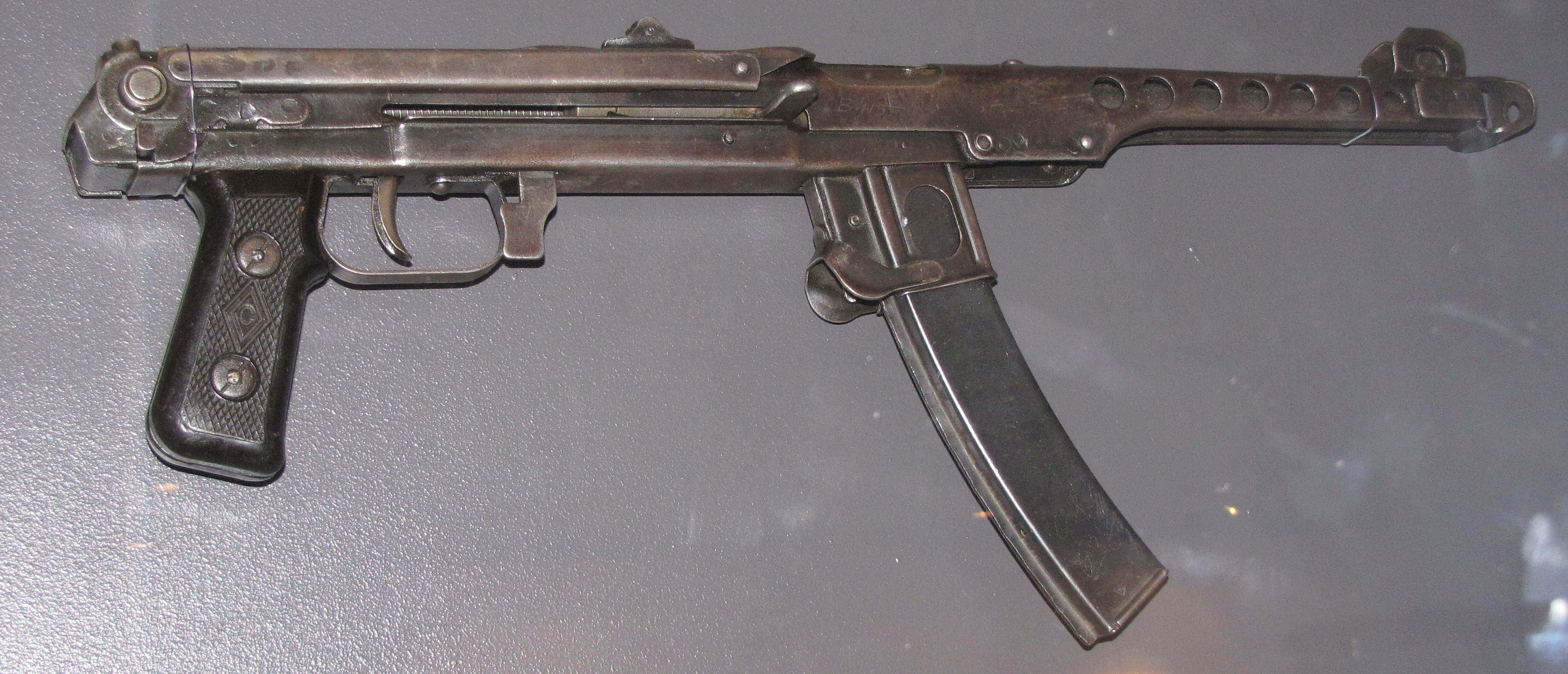
Un PPS 43 fabbricato nel 1944: si nota il largo impiego di lamiera imbutita e saldata a elettrodo, una tecnica produttiva per quei tempi del tutto nuova in URSS, e la generale ergonomicità delle linee dell'arma

L'arma vide la luce nel 1942 durante l'assedio di Leningrado come alternativa rispetto al PPŠ-41, giudicato eccellente ma troppo ingombrante e ancora troppo costoso da produrre; nelle condizioni di grave penuria di materiale e manodopera della città assediata, occorreva un'arma automatica più economica e rapida da produrre, un'arma che potesse essere prodotta anche in officine "civili" e usata anche da personale non addestrato.
Ad Aleksej Sudaev venne perciò ordinato dalla Commissione per gli Armamenti di adattare alla produzione su larga scala uno dei due progetti presentati nel 1942 dal tenente I. K. Bezruchko-Vysotsky. Prevedevano un'arma automatica con funzionamento a massa battente, di dimensioni medie, con caricatore ad astuccio curvo bifilare, calcio ripiegabile a stampella al posto di quello in legno, e impugnatura a pistola. Nonostante tutto fosse concepito per semplificare e velocizzare al massimo la produzione, l'arma progettata era comunque moderna e con ottime caratteristiche potenziali, perciò Sudaev decise di adattarne il progetto affinché fosse il più semplice possibile, dato che era necessario produrre rapidamente armi automatiche nelle difficili condizioni imposte dall'assedio della città di Leningrado; era previsto infatti che anche semplici officine meccaniche potessero assemblare e produrre le armi, senza bisogno di attrezzature particolari.
Nel processo, si cercò di eliminare tutti quei processi lenti e costosi, come le lavorazioni alla macchina utensile: l'arma presentava quindi una buona parte di componenti in lamiera stampata. Le migliorie ridussero il tempo di lavorazione da 7,3 ore (PPŠ-41) ad appena 2,7 ore; lo spreco di acciaio veniva ridotto del 50%, con una quantità totale di metallo grezzo pari a 6,2 kg (contro i 13,9 necessari in precedenza); la manodopera richiesta era sensibilmente inferiore. Secondo le stime del governo sovietico le semplificazioni avrebbero permesso un incremento della produzione mensile di mitra da 135.000 unità a ben 350.000.
I primi prototipi furono testati nella primavera del 1942, con grande apprezzamento da parte degli esperti, che suggerirono tuttavia alcune modifiche volte a rafforzare la struttura dell'arma, che risultava piuttosto fragile. Per luglio fu pronto anche il nuovo prototipo di Georgij Špagin (denominato PPŠ-2) che venne messo a confronto con il PPS-42 (e altri 20 prototipi di vario genere): l'arma di Sudaev si dimostrò superiore negli aspetti più importanti, come precisione, affidabilità e scarso ingombro.

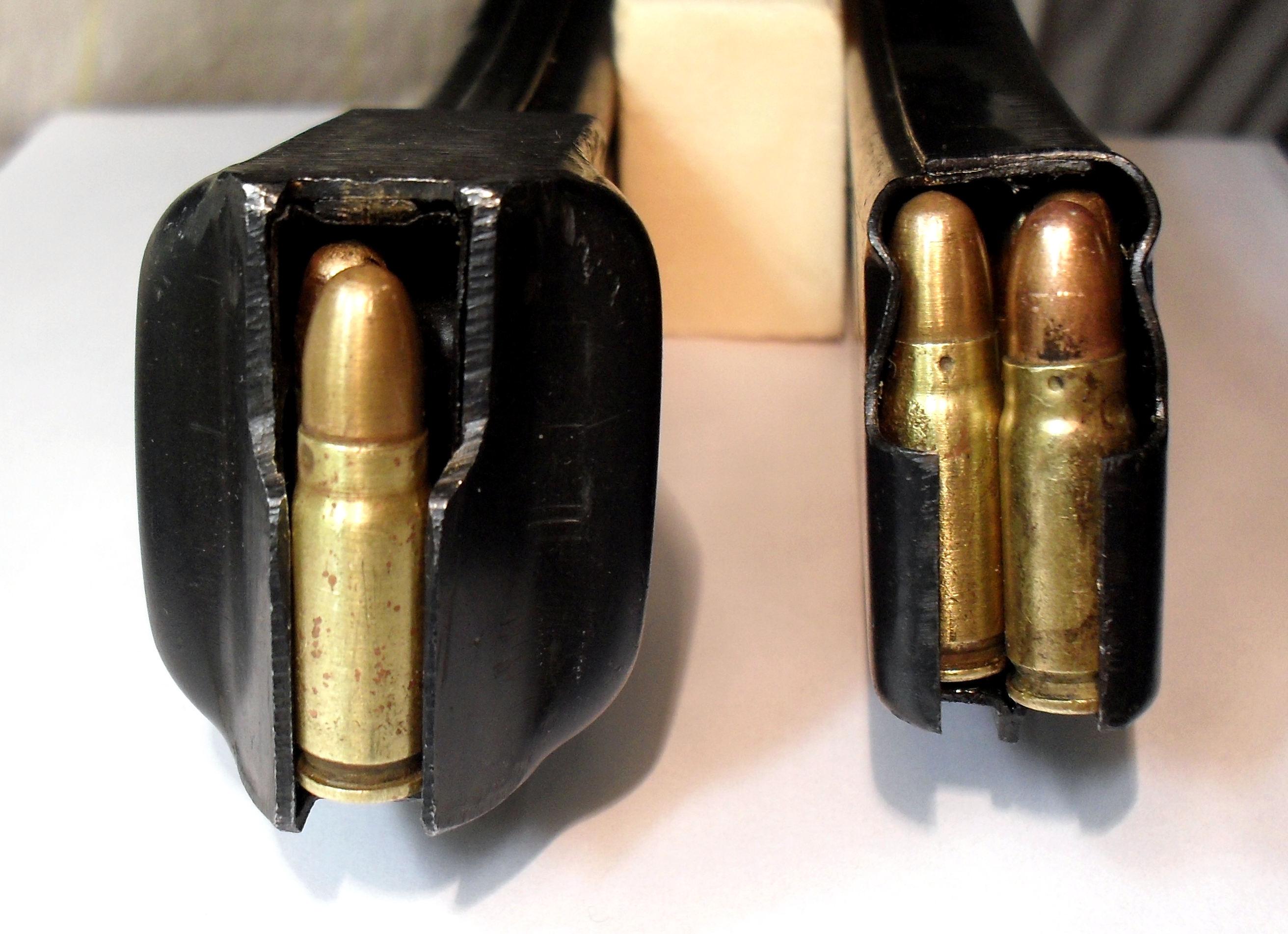
Caricatori a confronto: PPŠ (sinistra) e PPS (destra)

Il 28 luglio 1942, l'arma venne presentata al Comitato per la difesa nazionale per l'approvazione. L'arma entrò in servizio come PPS-42. Il primo lotto di armi venne presentato per le ispezioni preliminari a Andrei Zhdanov e Leonid Govorov. I collaudi militari si svolsero tra gennaio e aprile 1943. La produzione in massa cominciò nel 1943 nell'arsenale di Sestroresk, e il numero ufficiale di PPS-42 prodotti fu di 46.572 esemplari. Molti vennero usati dai soldati durante l'assedio di Leningrado. Subito dopo, a causa dei suggerimenti inviati alle fabbriche direttamente dai militari che usavano l'arma al fronte, vennero introdotte ulteriori modifiche e venne ancora migliorata la celerità di produzione, dando luogo al PPS-43, la versione definitiva dell'arma che venne prodotta nel maggior numero di esemplari, anche se esteticamente identico al PPS-42. L'arma si dimostrò un grande successo fra i soldati sovietici: robusta, sicura e precisa, con un volume di fuoco impressionante e più leggera e maneggevole del PPŠ-41 tanto che molti militari la preferivano. A causa dei massicci investimenti nei macchinari per la produzione di PPŠ-41, la cui produzione superava già il milione di esemplari annui, si giunse alla conclusione che non sarebbe stato intelligente interrompere del tutto la produzione dell'arma in favore dei PPS-43.
Fino alla fine della guerra vennero prodotti circa 2.000.000 di PPS-43. A causa del grande numero di pistole mitragliatrici con cui l'Unione Sovietica si ritrovò subito dopo la guerra, la produzione di PPS cessò immediatamente nel 1946. L'arma fu apprezzata tanto dai suoi utilizzatori quanto dagli avversari: i militari tedeschi si affrettarono a reimpiegare tutti gli esemplari che riuscirono a catturare. I finlandesi produssero una copia quasi identica denominata KP m/44, camerata per il calibro 9 × 19 Parabellum.
Negli ultimi due anni di guerra, Sudaev continuò i suoi “esperimenti”: sei dei suoi prototipi, tutti progettati tra il 1944 e il 1945, sono stati ritrovati nel Museo Storico dell'Artiglieria. I cambiamenti riguardano in particolare forma e peso, ma si riscontrano differenze per quanto riguardano calci in legno fissi o baionette ripiegabili.
Il PPS rimase in servizio nelle forze sovietiche fino alla metà degli anni '50 e fu largamente distribuito ai Paesi del blocco sovietico. In Polonia fu prodotto su licenza (wz. 43 e Wz. 43/52, con calcio fisso in legno). Gli ultimi corpi ad abbandonarlo furono i carristi e la fanteria navale sovietica. In particolare, nei Paesi del Patto di Varsavia restò in servizio fino agli anni 1960 e in alcuni Corpi di Polizia in Europa dell'Est, fino agli anni 1990
Diverse armi del periodo della seconda guerra mondiale finirono in Cina, e furono catturate dalle forze alleate durante la Guerra di Corea. I cinesi inoltre fabbricarono una copia (Type 54) che venne massicciamente fornita all'esercito del Vietnam del Nord ed ai Viet Cong, nonché a un gran numero di movimenti di guerriglia e clandestini in tutto il mondo. PPS-43 e relative copie cinesi apparvero in Africa, Asia, Medio Oriente e Europa orientale per tutta la seconda metà del '900. Gli ultimi utilizzatori sono le milizie paramilitari impegnate nella guerra del Donbas.

## Tecnica

### Funzionamento

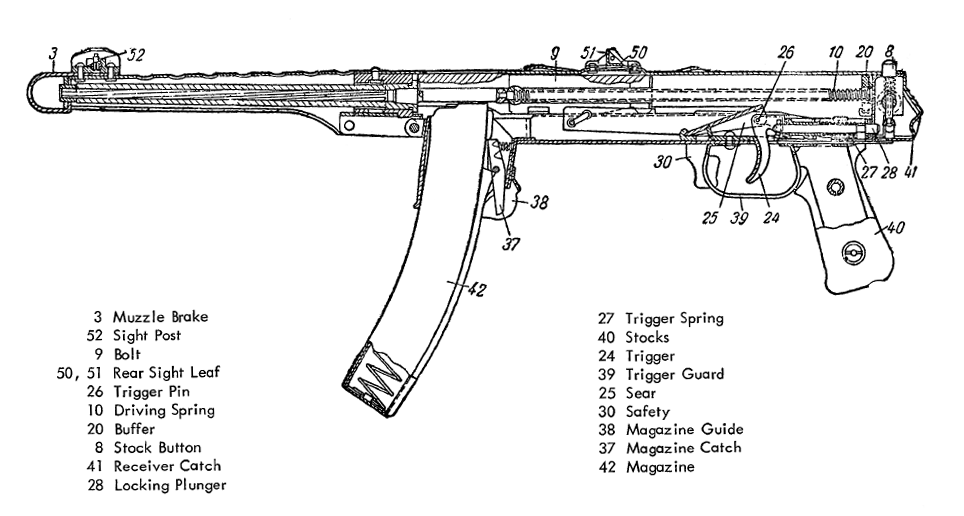
Immagine in sezione di un PPS-42

I PPS erano armi automatiche a massa battente che iniziano il ciclo funzionale ad otturatore aperto. L'otturatore cilindrico contiene anche l'estrattore a molla, con la leva di armamento saldata e solidale. La pressione del grilletto rilascia l'otturatore, che nel movimento in avanti estrae un colpo dal caricatore, lo inserisce in camera e lo esplode in un solo movimento. La forza di rinculo spinge quindi l'otturatore indietro, estraendo il bossolo esploso dalla camera di cartuccia ed espellendolo; contemporaneamente, l'otturatore comprime la molla di recupero, e quando la spinta all'indietro si esaurisce, la molla risospinge l'otturatore in avanti e il ciclo si ripete, fino a che il tiratore non rilascia il grilletto.
Ciò presenta i pregi e difetti di tutte le armi di questa categoria: facilità di utilizzo, semplicità ed economia costruttiva, affidabilità; per contro, come in tutte le armi a massa battente, un urto violento con la volata dell'arma su una superficie dura può causare un arretramento dell'otturatore sufficiente a comprimere la molla di recupero, ma non sufficiente però a restare agganciato dalla leva di scatto: quando la molla di recupero poi risospinge l'otturatore in avanti, questi sfila una cartuccia dal caricatore, inserisce in canna e va in chiusura, e poiché nelle armi di questa categoria il percussore è fisso, ciò implica lo sparo di un colpo.

### Caratteristiche
Il PPS-43, nonostante progettato per la produzione in massa più semplice e rapida possibile, non è affatto un'arma rozza. Le componenti meccaniche interne sono rifinite impeccabilmente e la qualità dei materiali è ottima. L'ergonomia generale dell'arma è più che discreta.
Il comportamento allo sparo è giudicato ottimo dagli esperti: il calcio ripiegabile in linea con il profilo dell'arma aiuta ad assorbire il rinculo, attutito anche dallo spegnifiamma di volata. L'arma è perciò molto stabile nel tiro a raffica e sfrutta le ottime caratteristiche del calibro impiegato, il 7,62 × 25 mm Tokarev, preciso e con una traiettoria molto tesa che permette un tiro utile fino a 200 metri. Gli organi di mira non permettono un tiro preciso a distanze lunghe, ma entro i 50 metri la balistica del PPS-43 è stata giudicata fra le migliori della sua categoria e non è da meno dell'MP 40 o del Thompson M1, ben più costoso e pesante.
Il grilletto dei PPS permetteva unicamente il fuoco automatico, con una sicura che disconnette il grilletto per prevenire spari accidentali, inserita nel ponticello del grilletto proprio davanti a quest'ultimo, posizione molto comoda da azionare. L'arma era alimentata da caricatori bifilari da 35 colpi, non intercambiabili con quelli usati dal coevo PPŠ-41, poiché erano a presentazione doppia (cioè su due file) anziché singola come quelli del PPŠ-41 (allo stesso modo non potevano essere montati caricatori a tamburo).  La canna dell'arma era protetta da una guardia traforata anticalore, terminante in un semplice spegnifiamma che deviava i gas verso il basso e lateralmente per ridurre il rinculo avvertito dal tiratore, fungendo da rudimentale compensatore.
L'arma era dotata di calcio pieghevole a stampella, che poteva essere ripiegato sopra l'arma permettendo comunque l'azionamento dell'arma. Era presente un'impugnatura a pistola per l'azionamento ma non uno anteriore: l'alloggiamento del caricatore era concepito per fungere da impugnatura. Pertanto era di generose dimensioni e molto robusto, per evitare inceppamenti dovuti a spostamenti involontari del caricatore, e nella parte posteriore incorporava la leva di sgancio del caricatore, anch'essa di grandi dimensioni per essere comodamente azionata anche con i guanti.

## Varianti

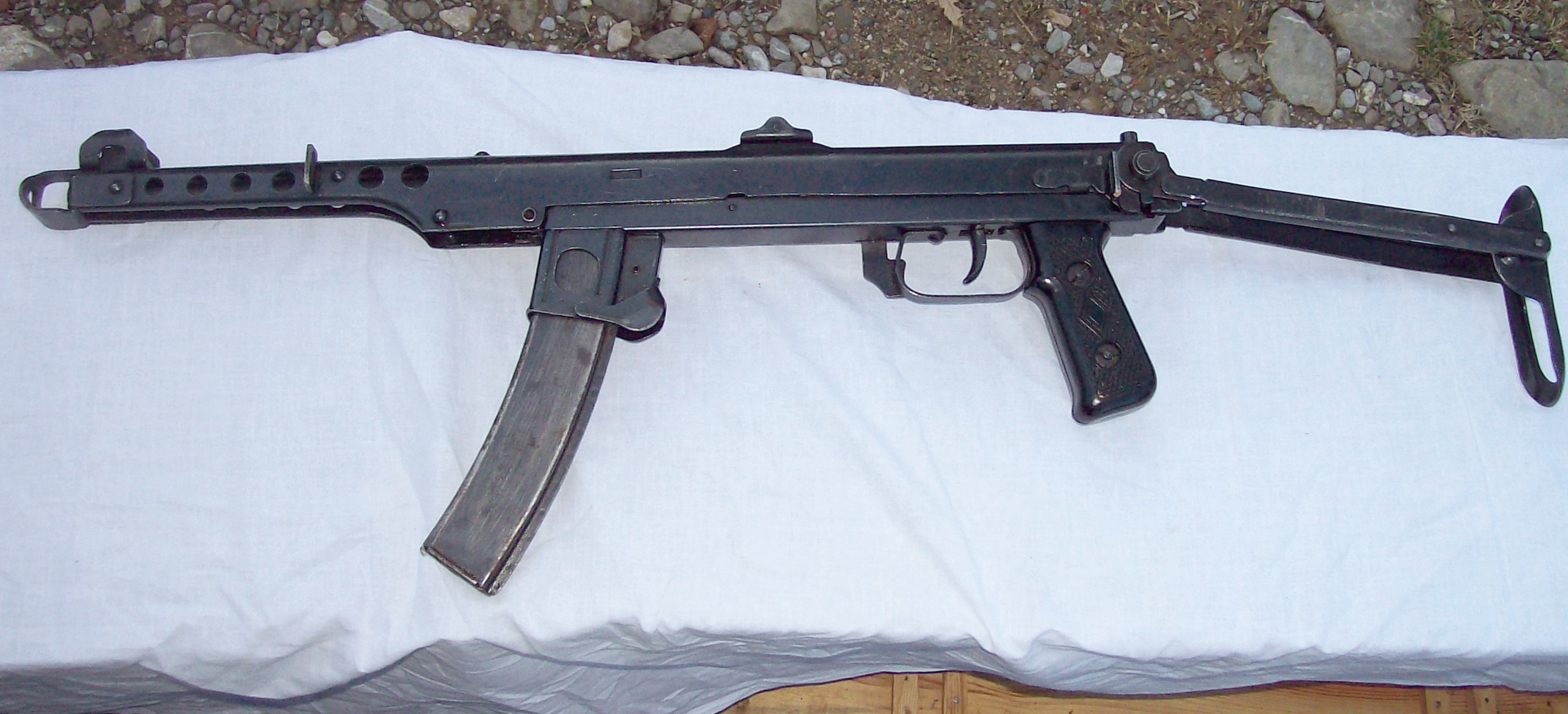
Esemplare di Type 54 cinese

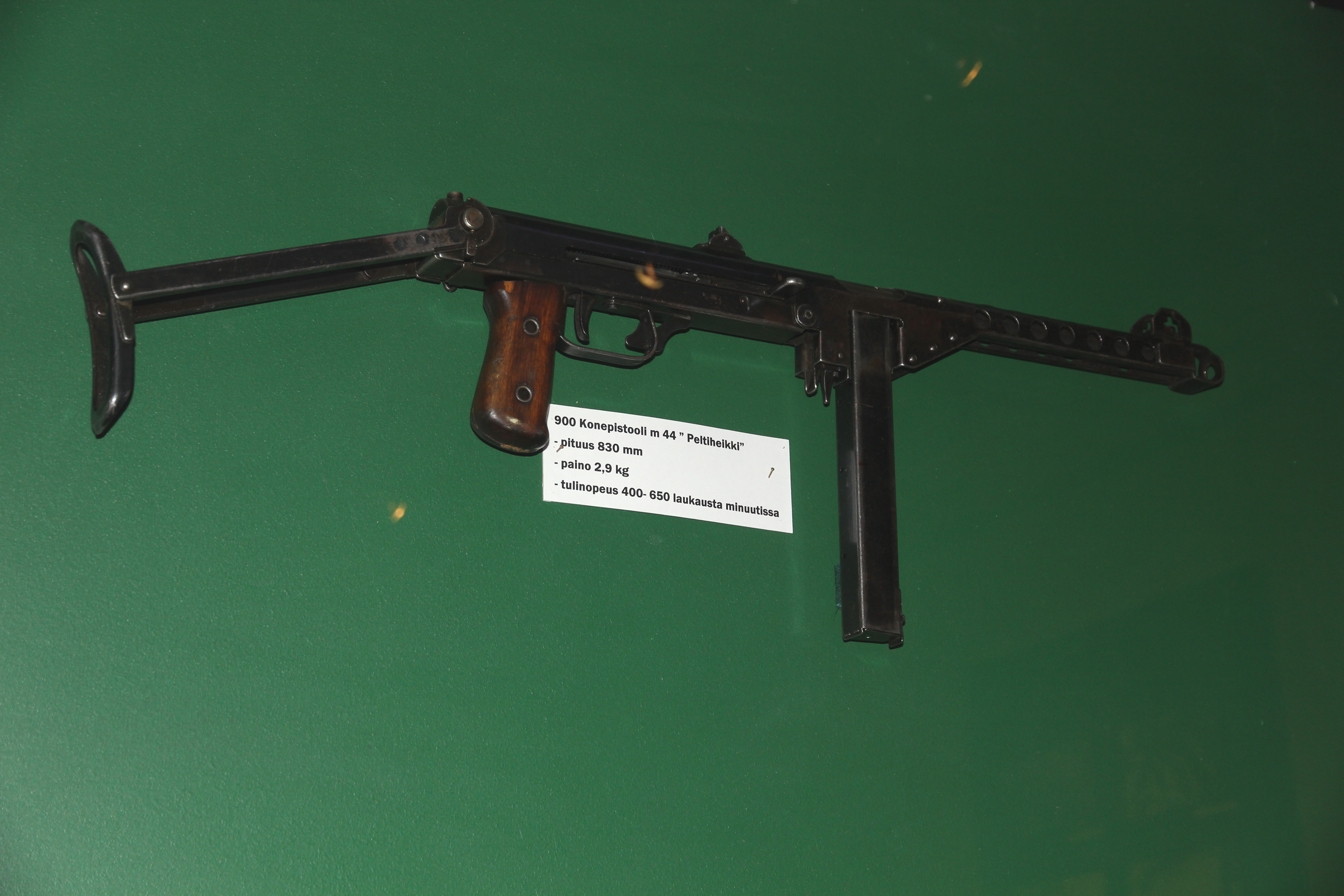
Un KP m/44

- PPS-42 (ППС обр.1942 г.): la prima versione standard dell'arma
- PPS-43 (ППС обр.1943 г.): verso la metà del 1943 entrò in produzione la versione aggiornata del PPS-42, che prevedeva un'ancora maggiore semplicità e sicurezza[2]. La protezione per il calore era ora unita con la copertura del castello, la canna e il calcio erano stati accorciati, il meccanismo di bloccaggio del calcio era stato semplificato, la porta di espulsione spostata indietro sull'arma, l'alloggiamento per il caricatore dotato di un angolo maggiore per favorire l'ingresso dei colpi nell'arma e un sistema di bloccaggio grilletto era stato inserito per prevenire spari accidentali in caso di urti[2].
- KP m/44: variante prodotta in Finlandia, camerato per il 9 mm Parabellum, poteva essere usata con i caricatori del Carl Gustav M/45 o del Suomi M/31[2].
- 7.62 mm pm wz.43: copia prodotta su licenza in Polonia a partire dal 1948.
- PPS wz. 1943/1952: versione polacca modificata del PPS-43 con calcio in legno non ripiegabile[9]. La modifica era volta migliorare le prestazioni dell'arma, ma il leggero incremento in precisione si manifestò a discapito di leggerezza e comodità, rendendo l'arma complessivamente inferiore all'originale.
- Type 54: copia cinese prodotta su licenza[2].
- Nel 1953, la Repubblica Federale di Germania adottò l'arma spagnola DUX-53 (e il suo miglioramento DUX-59), copia del PPS-43 sovietico per tramite del finnico M/44.
- K-50M: pistola mitragliatrice vietnamita che prendeva in prestito diverse soluzioni dal PPS-43 sovietico.
- M53: pistola mitragliatrice bulgara risultante dall'unione delle caratteristiche del PPS-43 e PPŠ-41.

## Altri utilizzatori
- Albania
- Cambogia
- Cina
- Guinea-Bissau
- Bulgaria
- Indonesia
- Liberia
- Mongolia
- Corea del Nord[10]
- Polonia[9]
- São Tomé e Príncipe[11]
- Organizzazione del Popolo dell'Africa del Sud-Ovest[12]
- Germania Nazista: gli esemplari catturati venivano riconvertiti e denominati Maschinenpistole 719(r).
- Vietnam del Nord
- Ucraina: impiegata dalle forze del Ministero degli Affari Interni[13].